# Gamasellus montanus
Gamasellus montanus är en spindeldjursart som först beskrevs av Rainer Willmann 1936.  Gamasellus montanus ingår i släktet Gamasellus och familjen Ologamasidae. Inga underarter finns listade i Catalogue of Life.